# پت و مایک
پت و مایک (به انگلیسی: Pat and Mike) یک فیلم کمدی رمانتیک آمریکایی محصول سال ۱۹۵۲ میلادی بازی اسپنسر تریسی، کاترین هپبورن، اسپک اودانل و چارلز برانسون است. این فیلم به کارگردانی جرج کیوکر ساخته شده وی همچنین کارگردانی داستان فیلادلفیا و دنده آدام در کارنامه کاری خود دارد.